# Architettura e nulla. Oggetti singolari
Architettura e nulla. Oggetti singolari (titolo originale francese: Architecture et philosophie; Les Objets singuliers) è un libro scritto dal filosofo francese Jean Baudrillard. Il trattato consiste nelle due conversazioni che ha avuto con l'architetto francese, Jean Nouvel nel 1997 a Maison des Ecrivains ed a l'école d'architecture de l'Université Paris VI-La Villette. In questo libro, Baudrillard si occupa di questioni fondamentali come politica, identità ed estetica ed esplora le possibilità dell'architettura moderna e il futuro della nostra vita moderna.
Tra gli argomenti che i due oratori trattano ci sono la città di domani e l'ideale della trasparenza, la gentrificazione di New York e il sorprendente Museo Guggenheim di Frank Gehry a Bilbao.
Il libro, sviluppando nuove idee filosofiche relative all'architettura, mira a colmare il divario tra teoria dell'architettura e filosofia.
Gli Architecture et philosophie; Les Objets singuliers è stato originariamente pubblicato in francese, ma da allora sono stati tradotti in molte lingue tra cui inglese, tedesco, italiano, spagnolo, turco e arabo.